# 米拉日山
71°18′S 13°25′E / 71.300°S 13.417°E
米拉日山（英語：Mirazh Mountain）是南極洲的山峰，位於毛德皇后地的阿斯特里德公主海岸，海拔高度1,485米，由德國探險隊發現和拍攝空中照片，現時由南極條約體系管理。